# Bakkenes
Bakkenes is een oud agrarisch goed op de Veluwe, gelegen in het kampenlandschap tussen Lunteren en Barneveld. Eveneens nabij Veenendaal bevond zich reeds voor 1700 een "Goet van outs genaemt Backenes" terwijl in Arnhem in 1566 sprake was van "huys en hoffstede geheiten Den Backenes by die Velperpoert".

## Historie
Reeds in de middeleeuwen wordt onder oude ontginningen in de Gelderse Vallei en onder de zogenoemde Schothorster Tienden nabij Lunteren in 'Het Woud' het allodiale goed Bakkenes (ook wel geschreven als Baeckenes, Baeckenesse, Backenes) vermeld.

## Geografisch
Het Lunterse gebied werd ook aangegeven op oude kaarten en later uiteraard op kadastrale kaarten. Het grenst aan het goed Geutseler dat er soms deel van uitmaakte. Ook het nabijgelegen goed Donckervoort werd wel aangegeven als 'Backenesse'. Het was ooit een relatief groot agrarisch gebied waarop een aantal boerderijen, vaak eveneens genoemd als 'De Bakkenes'. Tevens tegenwoordig bevinden zich ter plaatse nog enkele boerderijen met namen als 'De Nieuwe Bakkenes' en 'Bakkenes Zuid'.

## Familienaam
Er zijn in Nederland nog twee families die de naam Bakkenes dragen. De naam is afgeleid of een voortzetting van het aanzienlijke oude geslacht Van Bakenes (Baeckenes, Backenesse) te Haarlem. Daar bevindt zich nog steeds een stadsdeel dat Bakenes heet. Bekend zijn de Bakenesser Gracht, het Hofje van Bakenes en de Bakenesserkerk. De naam kwam vervolgens voor in Leiden, Alphen, Utrecht en Amersfoort. De oudste vermelding van de familienaam Backenes te Lunteren dateert van 1566. Een jongere tak ontstond in 1811 toen een familie deze naam ging voeren omdat zij woonden en werkten 'op (De) Bakkenes'. Anno 2007 waren er 702 personen met de naam Bakkenes in Nederland.